# Gouvernement al-Buhaira
al-Buhaira, auch Beheira (arabisch محافظة البحيرة Muhāfazat al-Buhaira, DMG Muḥāfaẓat al-Buḥaira, altägyptisch: S'Albufera, ägyptisch-Arabisch Muḥāfẓet El Beḥēra), ist eines der Gouvernements in Ägypten mit 6.171.613 Einwohnern.
Es liegt im nordwestlichen Nildelta. Es grenzt im Norden an das Mittelmeer, im Osten an die Gouvernements Kafr asch-Schaich, al-Gharbiyya und al-Minufiyya, im Süden an das Gouvernement al-Dschiza und im Westen an die Gouvernements Matruh und Alexandria. Das Gouvernement erstreckt sich bis in die Libysche Wüste bis zum Wadi an-Natrun. Die Hauptstadt Damanhur liegt etwa 135 km von Kairo entfernt.

## Bevölkerungsentwicklung
| Zensusjahr | Einwohnerzahl |
| ---------- | ------------- |
| 1986       | 3.257.168     |
| 1996       | 3.994.297     |
| 2007       | 4.747.283     |
| 2017       | 6.171.613     |